# Scott McNealy
Scott McNealy (né le 13 novembre 1954 à Columbus dans l'Indiana) était le PDG de Sun Microsystems, la société qu'il a cofondée en 1982 avec Vinod Khosla, Bill Joy, et Andy Bechtolsheim. Après 22 années au poste de PDG, il a passé la main le 25 avril 2006, remplacé par Jonathan Schwartz.

## Carrière dans les affaires
En 1984, McNealy a succédé à Khosla comme PDG, celui-ci ayant définitivement quitté l'entreprise en 1985. Sun, ainsi que des compagnies comme Silicon Graphics, 3Com et Oracle, faisait partie d'une vague de nouvelles entreprises créées dans la Silicon Valley au début et au milieu des années 1980.
Au contraire de beaucoup de représentants du monde des nouvelles technologies, il ne vient pas du monde des programmeurs ou des scientifiques. Il est diplômé d'économie de l'Université Harvard et titulaire d'un MBA de l'université Stanford. Il est l'un des rares dirigeants de grande entreprise à avoir une longévité de près de vingt ans à son poste.
McNealy aime jouer au hockey sur glace, un fait qui est souvent mentionné lors d'entrevues et de communiqués de presse. Mais c'est surtout au golf qu'il excelle, où il a eu l'occasion d'occuper la première place au classement des « top PDG » américains.

## Opinions politiques
Se présentant comme un « capitaliste enragé », il adhère à l’idéologie libertarienne et soutient régulièrement le Parti républicain en période électorale. Il fait des apparitions régulières sur la chaîne Fox Business. Il organise en 2019 une collecte de fonds pour la campagne de réélection de Donald Trump.

## Source
1. ↑  (en) After 22 years, McNealy steps down at Sun
2. ↑  (en-US) « On the Record: Scott McNealy », sur SFGATE, 14 septembre 2003
3. ↑  (en) Ganesh Setty, « Trump held fundraiser at former Sun CEO Scott McNealy's Silicon Valley house on Tuesday », sur CNBC, 17 septembre 2019

- Notices d'autorité :   - VIAF
  - ISNI
  - LCCN
  - GND
  - Pays-Bas
  - Israël
  - NUKAT
  - Tchéquie
  - WorldCat